# 2А3 «Конденсатор-2П»
2А3 «Конденсатор-2П» (індекс ГРАУ: 2А3; індекс ГБТУ шасі: об'єкт 271) — радянська експериментальна 406-мм самохідна гаубиця особливої потужності. Перший зразок побудований у 1957 році. Серійно не виготовлялась, усього було виготовлено 4 установки.
Вага снаряда — 570 кг, максимальна дальність — 25,6 кілометра. В 1957 році САУ 2А3 пройшла в параді на 7 листопада по Красній площі та викликала фурор серед іноземних журналістів та спостерігачів.

## Історія створення
Відповідно до постанови Ради Міністрів СРСР від 18 листопада 1955 року було розпочато роботи над самохідним мінометом 2Б1 «Ока» та самохідною гарматою 2А3 «Конденсатор-2П». Основним призначенням гармати було знищення великих промислових та військових об'єктів противника. При цьому могли використовуватись як звичайні, так і ядерні снаряди.
Артилерійська частина, механізми заряджання та наведення розроблялися під керівництвом І. І. Іванова в ЦКЛ-34. У 1957 році на ленінградському Кіровському заводі було зібрано перші дослідні зразки та відправлено на полігонні стрільби. Випробування проводили на Центральному артилерійському полігоні під Ленінградом.
В результаті випробувань було виявлено низку критичних дефектів, серед яких були, зрив із кріплень коробки передач, відкіт бойової машини на кілька метрів, пошкодження лінивців під час стрільби імітаторами ядерних боєприпасів тощо.
Роботи з усунення дефектів та вдосконалення конструкції велися до 1960 року, після чого були зупинені постановою Ради Міністрів СРСР.
Єдиний збережений екземпляр 2А3 «Конденсатор-2П» знаходиться в Центральному музеї збройних сил у Москві.

## Опис конструкції

### Озброєння
Основним озброєнням була 406-мм гармата СМ-54. Для наведення по вертикалі використовувався спеціальний гідропривід. По горизонталі гармата наводилася поворотом усієї машини. З метою підвищення точності горизонтального наведення механізм повороту був пов'язаний зі спеціальним електродвигуном.

### Ходова частина
Ходова частина та силова установка машини були розроблені на базі вузлів та агрегатів важкого танка Т-10М. За індексацією ГБТУ шасі мало назву «Об'єкт 271».